# バンバリ
バンバリ（Bambari）は、中央アフリカ共和国の都市。

## 概要
中央アフリカ共和国のほぼ中央、ワカ川のほとりに位置し、ワカ県の県都である。人口41,356人（2003年）。カトリックのバンバリ教区が置かれている。

## 経済
バンバリ近郊において大規模な鉄鉱石の鉱脈が発見されているが、海から1500kmも離れているため輸送コストの問題があり、また鉄道などのインフラストラクチャーの未整備により開発は行われていない。

## 交通
バンバリは周辺の交易の中心であり、バンバリ空港が存在する。
道路は各地へ伸びているが、2010年代においてもなお大半が赤土の未舗装路である。輸送システムも貧弱で、旅行者がトラックの荷台に相乗りして移動することも珍しくない。
2017年にはバンバリと近郊都市を結ぶ道路で、トラックが横転して77人の死者が出る事故が発生した。

## 難民キャンプ
バンバリ近郊には、2013年のセレカによる政変時に迫害を受けた避難民により難民キャンプが形成されてきた。国境なき医師団や赤十字による支援を通じ、キャンプの人口は約8500人規模にまで成長していたが、2021年6月に火災が発生してキャンプの大部分が被害を受けた。